# Espantapájaros (libro)

Espantapájaros es un libro de poemas del poeta argentino Oliverio Girondo. Fue publicado en 1932, con el sello de la Sociedad Editorial Proa. El libro fue publicitado por el propio Girondo usando un muñeco de tres metros de alto, que no representaba a un espantapájaros, sino a un académico con levita, galera, monóculo y guantes blancos. El muñeco fue paseado en una carroza fúnebre tirada por seis caballos por las calles de Buenos Aires durante quince días y el resultado fue la venta de cinco mil ejemplares en un mes.

## La obra
En Espantapájaros, como en sus dos libros de poemas anteriores, Veinte poemas para ser leídos en el tranvía y Calcomanías, reitera las que son características esenciales de su obra: el empleo del lenguaje de uso común, los versos libres, la prosa poética y el caligrama, creado y difundido por Guillaume Apollinaire a partir de su libro  Caligramas.
El libro se encuentra entre los principales de la vanguardia literaria argentina, iniciada entre la primera y segunda década del siglo veinte, y de la que Girondo fue su mayor exponente. 